# Замок Пенамакор
Замок Пенамакор (порт. Castelo de Penamacor) — средневековый замок в деревне Пенамакор округа Каштелу-Бранку Португалии. Был построен тамплиерами на скалистом холме между ручьем Сейфе и рекой Талискаш, притоком реки Понсул, которая, в свою очередь, впадает в Тежу.

## История
Считается, что в начале освоения человеком данного региона здесь находился римский форт. О времени образования деревни Пенамакор ничего неизвестно. При этом есть мнение, что именно здесь родился последний король вестготов Вамба, правивший полуостровом между 672 и 682 годами.
Во время Реконкисты на Пиренейском полуострове окрестности Пенамакора были завоеваны королём Саншу I (1185—1211), который подарил их тамплиерам в лице их магистра в Португалии Гвалдина Пайша (1189). Десять лет спустя король даровал деревне фуэрос, в котором, вероятно, содержалось и разрешение на строительство замка.
Афонсу III (1248—1279) учредил в деревне ежегодную ярмарку (1262), а его сын и преемник Диниш I (1279—1325) приказал возвести вторую линию замковых стен и стену вокруг деревни (ок. 1300). Позже, во времена правления Фернанду I (1367—1383), был возведен барбакан. Во время кризиса 1383—1385 годов деревня Пенамакор и её замок приняли сторону Ависского ордена.
В ходе войны за восстановление независимости Португалии Военный совет Жуана IV (1640—1656) определил необходимость модернизации и укрепления обороноспособности замка, чтобы адаптировать его к достижениям в артиллерии. По проекту маркиза Каштелу-Мельора деревенская стена получила шесть бастионов, дополненных тремя полубастионами.
Несколько десятилетий спустя взрыв в пороховом складе серьезно повредил донжон (1739).
В XIX веке гарнизон замка был распущен (1834), началось постепенное разрушение деревенской стены с повторным использованием камня местными жителями. В течение этого периода по инициативе муниципалитета были снесены ворота Porta de Santo António (1867).
В 1973 году замок Пенамакор был объявлен национальным памятником.

## Архитектура
Замок расположен на высоте 573 метров над уровнем моря. Наилучшим образом сохранился донжон замка, а за второй линией стен, в деревне, — часовая башня, позорный столб XVI века и ратуша (Domus Municipalis, 1568). 

## Миф о Себастьяне
С Пенамакором связана легенда о якобы выжившем короле Себастьяне I — Лже-Себастьяне I, который приехал в деревню и, пользуясь доверчивостью жителей, даже сформировал небольшой двор. В итоге весть о самозванце достигла королевского двора, и Лже-Себастьян с сообщниками был доставлен в Лиссабон. Самозванец был осужден и отправлен на галеры (откуда сбежал год спустя), а его сообщники казнены.